# Agustín Crespí de Valldaura y Caro
Agustín Crespí de Valldaura Carvajal y Caro, XV Conde de Orgaz (Valencia, 13 de enero de 1833-Madrid, 17 de diciembre de 1893) fue un noble y político carlista español.

## Biografía
Era hijo de Joaquín Crespí de Valldaura y Carvajal, conde de Orgaz (1804-1867), que había sido gentilhombre de Don Carlos y representante suyo en la Corte del rey Carlos Alberto de Cerdeña.
Emigrado con sus padres desde 1839, estudió en el extranjero latín, retórica y filosofía; regresado a España en 1849 estudió la carrera de Leyes en Madrid, y vivió apartado de la política, dedicado al estudio de las ciencias morales y políticas, cuyos conocimientos mostró en varios escritos y discursos.
En 1868 se expidió a su favor Real Carta de sucesión en los títulos de conde de Castrillo, con grandeza de España de 1.ª clase, de Orgaz y de Sumacárcer y de marqués de la Vega de Boecillo.
Al triunfar la Revolución de Septiembre de aquel mismo año, fundó un periódico titulado La Libertad Cristiana. Poco después emigró a Francia, acompañó a Don Carlos desde 1869 desempeñando por orden suya importantes comisiones; asistió a la célebre Junta de Vevey en 1870 y al año siguiente volvió a España para tomar asiento en el Congreso como diputado a Cortes por el distrito de Villadiego.
Habiéndose establecido por entonces en Madrid un centro parlamentario cuyos trabajos dirigieron Cándido Nocedal en el Congreso y Antonio Aparisi y Guijarro en el Senado, confirió Don Carlos al conde de Orgaz el cargo de presidente de dicho centro, del que llegaron a formar parte dieciocho senadores y sesenta diputados carlistas.
Durante la tercera guerra carlista el conde de Orgaz prestó importantes servicios al carlismo; más tarde, cuando se fundó la Unión Católica, surgieron disputas entre antiguos carlistas sobre la actitud que debía adoptarse respecto a dicho proyecto patrocinado por Alejandro Pidal. El conde de Orgaz, favorable al mismo, colaboraría en el diario La Unión. No obstante, según el periódico carlista La Libertad, permaneció siempre leal a la causa tradicionalista, en cuya situación falleció en Madrid en 1893.

## Matrimonio y descendencia

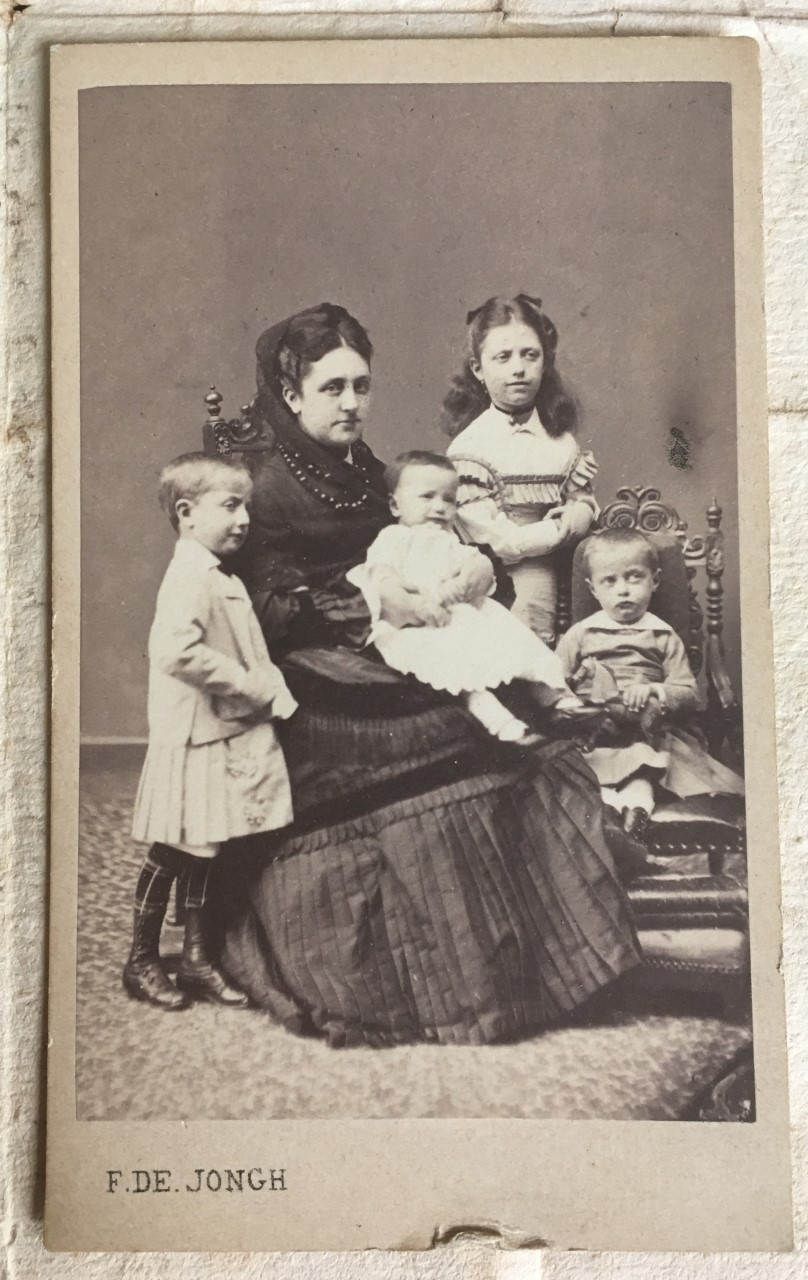
Margarita Fortuny con Esteban, Carlos (en brazos), Margarita y Joaquín, en Vevey en 1871.

Casó en Palma de Mallorca con Margarita Fortuny y Veri (8 de junio de 1840-1910), el 22 de enero de 1857. Tuvieron los siguientes hijos:
- María de la Concepción, "Conchita" Crespí de Valldaura y Fortuny (5 de noviembre de 1857-9 de octubre de 1869)
- Agustín Crespí de Valldaura y Fortuny (7 de octubre de 1859-20 de enero de 1867)
- María Margarita Crespí de Valldaura y Fortuny (25 de abril de 1862-12 de noviembre de 1871)
- María Josefa Crespí de Valldaura y Fortuny (7 de marzo de 1864-16 de julio de 1865)
- Esteban Crespí de Valldaura y Fortuny, XIV conde de Castrillo, Orgaz y Sumacárcer (26 de septiembre de 1866-8 de septiembre de 1920)
- Joaquín Crespí de Valldaura y Fortuny, marqués de la Vega de Boecillo (1868-1920)
- Carlos Crespí de Valldaura y Fortuny, conde de Serramagna (10 de agosto de 1870-1 de octubre de 1923)
- Juan Crespí de Valldaura y Fortuny (18 de julio de 1873-22 de febrero de 1879)
- Manuel Crespí de Valldaura y Fortuny, marqués de Musey (1876-30 de junio de 1944)
- María de Lourdes Crespí de Valldaura y Fortuny (22 de noviembre de 1879-27 de febrero de 1886)